# Savona Hockey Club

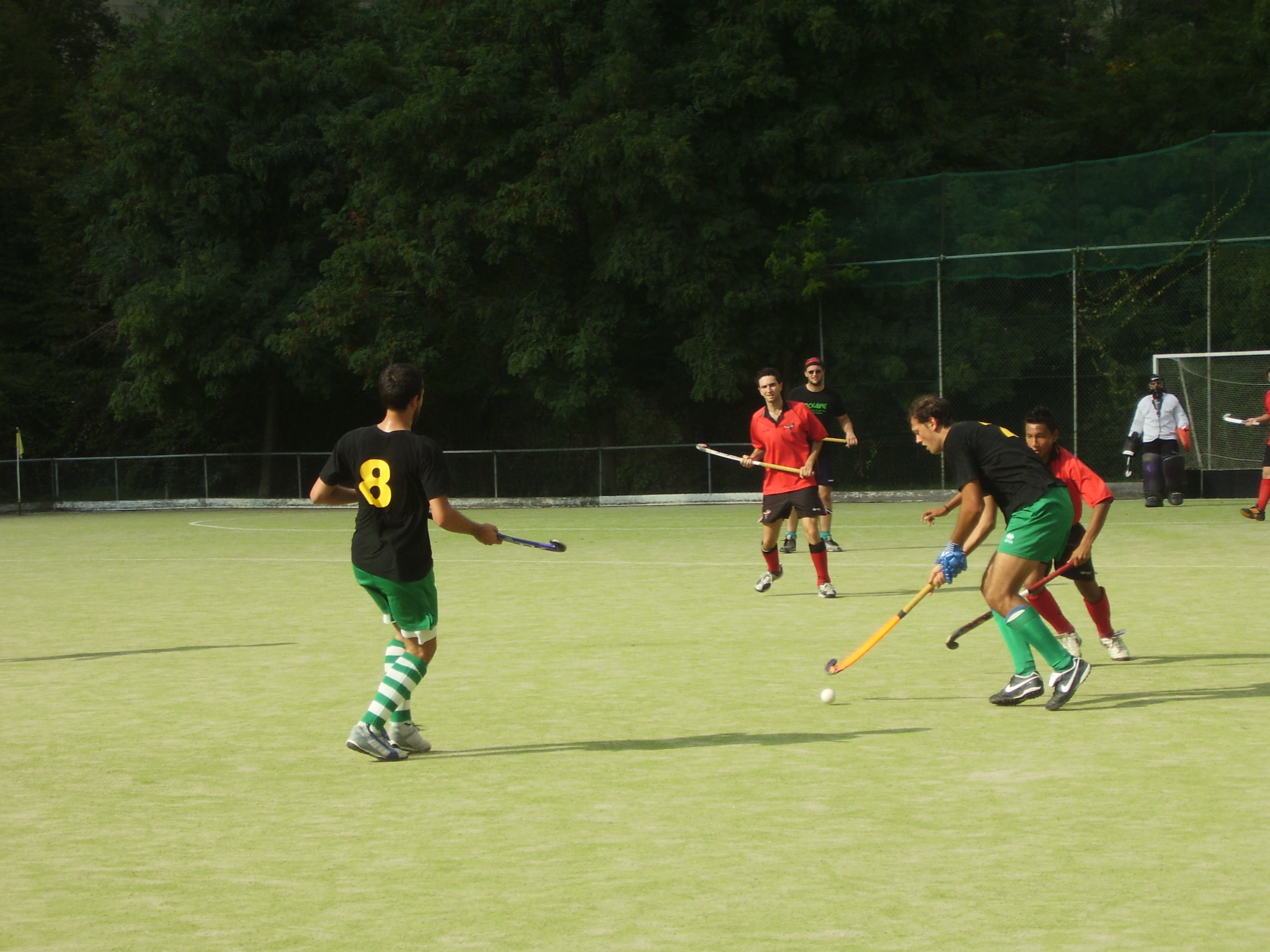
Il Savona impegnato in un'amichevole contro la Superba nel settembre 2007

Il Savona Hockey Club è una società italiana di hockey su prato con sede a Savona.
Disputa i suoi incontri al campo sportivo Giorgio Arnaldi di Genova, intitolato a un hockeista genovese e finito di costruire nel 1993, che si trova nella zona del Lagaccio; gli allenamenti vengono invece disputati al campo Comunale del Santuario di Savona.

## Storia
Il Savona Hockey Club nasce nel 1958; nel 1960, insieme all'altra squadra savonese Hockey Club Liguria, assorbe al suo interno altre 2 squadre savonesi, il Bernini Hockey (nato nel 1954) e il G.S. Chiabrera (nato nel 1957).
attualmente milita nella seconda serie (A2) di Hockey prato e anche grazie a due ripescaggi, vanta il quarto anno consecutivo in questa serie, milita inoltre anche nella indoor league nazionale.

## Riassunto attività hockey prato
Il Savona HC passa i suoi primi anni di vita agonistica nella massima serie hockeistica, per poi scendere di categoria intorno agli anni sessanta.
Vi furono poi anni di salite e discese tra le varie serie dell'hockey maschile; il periodo di minor successo fu dal 1970 al 1977 quando il Savona giocò nella serie C (anche se nel 1972 arrivò al secondo posto nel campionato italiano di hockey en salle); in seguito per alcuni anni il Savona ha giocato in serie B fino alla promozione in serie A2 prato ottenuta nel 2007-2008. 
Il Savona Hc aveva già disputato i play-off di serie B prato disputato a Brescia nel 2003/2004 (classificandosi al 2º posto) e successivamente nel 2005/2006 (posizionandosi al 3º posto) a Catania.
Dopo aver raggiunto la promozione al play-off del 2007/2008 a Catania (HC Savona-Ass. Amatori Hockey Cagliari=5-2; HC Savona-HC Campagnano=4-0; HC Savona-HC S.Pietro Clarenza=4-1), il Savona HC resta solamente una stagione in serie A2 nel 2008/2009, retrocedendo solamente all'ultima giornata.
Nel 2009/2010, il Savona HC si è qualificato nuovamente per le finali promozione in serie A2 disputate a Suelli in Sardegna, ma ha ottenuto solamente il 4º posto, avendovi preso parte con una formazione largamente rimaneggiata.
Nel 2010/2011 il Savona HC si qualifica alle finali di area serie B, per accedere alle finali nazionali promozione, ma si classifica solo terzo.
Nel 2011/2012 il Savona HC ha sfiorato la promozione in serie A2 prato, piazzandosi al 2º posto al play-off disputato a Brescia, perdendo lo scontro diretto (0-2) proprio contro i padroni di casa bresciani, promossi in A2.
Nel 2012/2013 il Savona HC ha vinto il play-off in programma a Mori (TN) il 7-8-9 giugno 2013, ottenendo così la promozione alla serie A2 prato 2013/2014 (HC Savona-UHC Adige=2-0; HC Savona-HC Ragusa=5-0; HC Savona-HC Mogliano=5-0).
Nel 2013/2014 il Savona HC viene retrocesso in serie B 2014/15, ma viene ripescato per la rinuncia del Rovigo HC.
Nel 2014/2015 Il Savona HC si salva al penultimo posto e rimane in serie A2 anche per il campionato successivo.
Nel 2015/2016 Il Savona HC viene retrocesso in serie B 2016/2017, ma viene nuovamente ripescata per la rinuncia della Lazio SSH.
Nel 2016/2017 Il Savona HC si classifica al terzo posto del girone A, grazie all'innesto dell'argentino Gonzalo Daniel Longo proveniente da Paranà Entre Rios.
Nel 2017/2018 Il Savona si salva al penultimo posto in classifica e rimane in serie A2 anche per il campionato successivo, e per il 6º anno consecutivo (grazie ai due ripescaggi per le rinunce degli anni precedenti).

## Riassunto attività hockey indoor
Nel 2007/2008 il Savona HC si è qualificato per i play-off di serie B indoor, classificandosi al secondo posto alle spalle dell'HC Bondeno promosso in Serie A indoor 2008/2009. La fortuna venne però incontro alla squadra savonese: la F.I.H., essendosi ritirato il CUS Torino dalla serie A indoor per la stagione 2008/2009, venne effettuato un ripescaggio che fece ammettere alla serie A indoor il Savona HC per la stagione 2008/2009. 
In tale stagione il Savona HC ha raggiunto la salvezza battendo nell'ultima gara decisiva per 5-4 l'Hockey Villafranca. 
Nella stagione successiva 2009/2010 il Savona HC ha compiuto nuovamente l'impresa di raggiungere la salvezza in serie A indoor vincendo lo scontro decisivo contro l'HC Bondeno per 5-2.
Nella stagione 2010/2011 è arrivata però la retrocessione per il Savona HC che perso lo scontro decisivo contro l'HC Pistoia per 3-5.
Nel 2009/2010 il Savona HC si classifica terzo con 5 punti e non accede alle finali.
Nel 2010/2011 il Savona HC si classifica quarto con 3 punti e non si qualifica per le finali.
Nel 2011/2012 il Savona HC , dopo aver dominato la prima fase regionale della serie B indoor, ha ottenuto la qualificazione allo spareggio di Area 1, ottenendo però solamente il secondo posto ma ininfluente ai fini della qualificazione ai play-off della serie B indoor.
Nel 2012/2013 il Savona HC ha ottenuto la promozione alla serie A indoor 2013/2014, classificandosi al 1º posto del play-off di serie B indoor disputato a Messina il 18 e 19 febbraio 2013 con i seguenti risultati: HC Savona-HC Bondeno= 3-3; HC Savona-CUS Messina= 3-3; HC Savona-HC Tevere= 4-3; HC Savona-UHC Adige= 5-2.
Nel campionato 2013/2014 viene introdotta dalla FIH Federazione Italiana Hockey la INDOOR LEAGUE a gironi, un campionato unico che raggruppa tutte le squadre iscritte che militano nei tre campionati prato, il Savona HC si classifica terzo nel proprio girone e non accede alle finali di area. 
Nel 2014/2015 il Savona HC si classifica quarto nel girone e non accede alle finali di area.
Anche nel 2015/2016 la stessa posizione in classifica impedisce l'accesso al Savona HC alle finali di area.
Nel 2016/2017 l'HC Savona si qualifica agli spareggi di area ma si classifica quarto.
Nel 2017/2018 la Federazione Italiana Hockey cambia il metodo di partecipazione all'indoor, creando tre gironi diversificati, Indoor Challenge, Indoor Trophy, Indoor League.
Il Savona partecipa alla League classificandosi quarto nel girone B, e terzo nel Challenge senza accedere a nessuna finale.

## Riassunto attività giovanile
Nel 1991/1992 il Savona HC si è classificato al 4º posto alle finali del campionato hockey prato Juniores.
Nel 2003/2004 il Savona HC si è classificato al 4º posto del campionato hockey prato Ragazzi.
Nel 2007 il Savona HC ha vinto il Festival nazionale Under 12 a Lignano Sabbiadoro (UD).
Nel 2010/2011 la squadra Under 16 maschile del Savona HC si è classificata al 2º posto delle finali nazionali del campionato hockey prato disputate a Bra (CN).
Nel 2010/2011 la squadra Under 16 maschile del Savona HC si è laureata campione d'Italia alle finali nazionali del campionato di hockey indoor disputate a Bra (CN) il 12 e 13 febbraio 2011.
Nel 2010/2011 la squadra Under 18 maschile del Savona HC ha ottenuto il 2º posto alle finali nazionali del campionato di hockey indoor disputate a Castello d'Agogna (PV) il 19 e 20 febbraio 2011.
Nel 2011/2012 la squadra Under 18 maschile del Savona Hc ha vinto lo scudetto di categoria del campionato nazionale di hockey indoor disputate a Messina il 18 e 19 febbraio 2012.
Nel 2011/2012 la squadra Under 18 maschile del Savona HC si classificata al 3º posto delle finali nazionali del campionato di hockey prato disputate a Cernusco S/N (MI) il 25-26-27 maggio 2012.
Nel 2012/2013 il Savona HC:
Nella categoria under 16 prato femminile accede alle finali nazionali e si classifica al 6º posto.
Nella categoria under 20 prato maschile accede alle finali di area dove non si qualifica alle finali nazionali.
Nella categoria under 16 femminile indoor si classifica terza nel girone e non accede alle finali.
Nella categoria under 20 maschile indoor accede alle finali dia area ma si classifica al secondo posto e non accede alle finali nazionali.
Nel 2013/2014 il Savona HC:
Nella categoria under 12 prato misto si classifica terzo alle finali di area.
Nella categoria under 14 prato maschile si qualifica al quarto posto alle finali di area.
Nella categoria under 16 prato femminile si classifica al 7º posto nazionale.
Nella categoria under 21 maschile indoor accede alle finali di area e si classifica solo terzo.
Nel 2014/2015 il Savona HC:
Nella categoria under 14 maschile prato si classifica 2º alle finali nazionali battuta dalla Lazio Giovani. 
Nella categoria under 14 maschile indoor si qualifica per le finali di area e perde solo la finale col Valchisone HC accedendo alle finali nazionali, classificandosi al quinto posto nazionale di categoria.
Nella categoria under 17 maschile indoor si classifica al terzo posto nel girone e non accede alle finali di area.
Nella categoria under 19 femminile indoor si qualifica alle finali nazionali dove si classifica al quinto posto battendo il Valchisone HF.
Nella categoria under 21 maschile indoor si qualifica alle finali nazionali dove si classifica al terzo posto, battendo l'altra squadra della Provincia di Savona, il Pippo Vagabondo di Cairo Montenotte. 
Nel 2015/2016 il Savona HC:
Nella categoria under 12 maschile prato si qualifica al terzo posto alle finali di area.
Nella categoria under 12 femminile prato si qualifica al secondo posto alle finali di area.
Nella categoria under 14 maschile prato si qualifica al terzo posto alle finali di area.
Nella categoria under 14 maschile indoor si qualifica per le finali di area ma si classifica in queste soltanto terzo e non accede per cui alle finali nazionali.
Nella categoria under 16 maschile indoor si qualifica per le finali di area ma si classifica in queste soltanto terzo e non accede per cui alle finali nazionali.
Arriva fino in finale nella categoria under 21 maschile indoor si classifica 2º e viene battuto solo ai rigori dal Bra HC che si laurea campione d'Italia.